# Mieczysław Pazderski
Mieczysław Pazderski ps. Szary (ur. 20 września 1908 w Bolesławowie, zm. 10 czerwca 1945 w Hucie) – lekarz, oficer WP oraz antyhitlerowskiego i antykomunistycznego ruchu oporu.

## Życiorys
Urodził się 20 IX 1908 w Bolesławowie k. Ostrowca Świętokrzyskiego jako syn Antoniego i Eugenii z domu Grossman. Do gimnazjum uczęszczał w Ostrowcu Świętokrzyskim. Maturę zdał w Gimnazjum im. Joachima Lelewela w Warszawie. W 1930 ukończył Szkołę Podchorążych Rezerwy Piechoty w Grudziądzu. W 1932 rozpoczął studia na Wydziale Lekarskim Uniwersytetu Warszawskiego. Jako harcmistrz w 1935 wziął udział w Zlocie ZHP w Spale. Po uzyskaniu dyplomu lekarza medycyny uzyskał doktorat. Pracował następnie w Szpitalu Przemienienia Pańskiego w Warszawie.
Brał udział w wojnie obronnej 1939 roku w stopniu podporucznika. W czasie okupacji mieszkał w Zezulinie. Działał w Narodowej Organizacji Wojskowej, a następnie w Narodowych Siłach Zbrojnych, w których uzyskał stopień kapitana. Był komendantem placówki NSZ w powiecie chełmskim, która scaliła się z Armią Krajową. Po wkroczeniu wojsk sowieckich na ziemie polskie został powołany do „ludowego” Wojska Polskiego, w którym służbę odbywał w 31 Pułku Piechoty. Na wieść o poszukiwaniu go przez NKWD, w październiku 1944 wraz z większością pułku zbiegł do lasu, tworząc oddział partyzancki AK. Od kwietnia 1945 znalazł się ponownie w NSZ, od 30 kwietnia był dowódcą Akcji Specjalnej (Pogotowia Akcji Specjalnej) NSZ na powiat chełmski. Decyzją Komendy Okręgu Lubelskiego NSZ z 30 czerwca tego roku został mianowany dowódcą 300-osobowego zgrupowania oddziałów: ppor. Zbigniewa Góry ps. „Jacek”, sierż. Bolesława Skulimowskiego ps. „Sokół”, st. sierż. Eugeniusza Walewskiego ps. „Zemsta” i plut. Romana Jaroszyńskiego ps. „Roman”. 30% tej nowo utworzonej jednostki stanowili byli żołnierze 27 Wołyńskiej Dywizji Piechoty AK.
24 kwietnia 1945 roku jego ludzie zamordowali pięciu Żydów, żołnierzy polskich, którzy stacjonowali w majątku w Kaniach. Motywem tej zbrodni był antysemityzm, ponieważ żołnierzy o polskich korzeniach wypuszczono na wolność.
W 1945 roku jego oddział przyjął do siebie żołnierzy Wehrmachtu, którzy zbiegli z komunistycznego obozu jenieckiego i zgłosili chęć walki z komunistami. Początkowo byli oni traktowani dobrze. Pod koniec kwietnia wszystkich sześciu Niemców zamordowano z nieznanej bliżej przyczyny. Świadek tej zbrodni raportował: Czyścili im broń (Niemcy), jedli to samo co i oni, jednym słowem za pan brat. Aż pewnego przedwieczoru kwietniowego każą im się zbierać, ale swoich rzeczy nie brać, i wyprowadzili ich w pole za wieś pod łąki i tam ich pozabijali z pistoletów w potylicę głowy. Pazderski sam wydał rozkaz ich zabicia.
Oddziały NSZ pod jego dowództwem są oskarżane o wymordowanie 6 czerwca 1945 prawie 200 mieszkańców ukraińskiej wsi Wierzchowiny w pow. Krasnystaw.
Pod miejscowością Huta w powiecie chełmskim, 10 czerwca 1945 300-osobowe zgrupowanie „Szarego” zostało zaatakowane przez polsko-radziecką grupę pościgową składającą się z pancernej jednostki Armii Czerwonej i Korpusu Bezpieczeństwa Wewnętrznego w sile około 2 tysięcy żołnierzy. Była to największa bitwa żołnierzy podziemia antykomunistycznego. Pazderski zginął w czasie odwrotu z Huty.
W kościele św. Eliasza w Lublinie znajduje się tablica upamiętniająca Mieczysława Pazderskiego.

## Odznaczenia
- Krzyż Narodowego Czynu Zbrojnego - 1992 (pośmiertnie)[9]